# Nanocynodon seductus
Nanocynodon seductus és una espècie de cinodont extint de la família dels trinaxodòntids que visqué durant el Permià mitjà en allò que avui en dia és Rússia. Té les dents postcanines el·lipsoides i amb un major grau de compressió lateral en comparació amb els procinosúquids i l'espècie Dvinia prima, però també presenta cúspides cingulars al marge lingual. És conegut a partir d'un maxil·lar inferior amb tres alvèols de les incisives.